# ТЕС заводу ALBA
26°5′32″ пн. ш. 50°35′43″ сх. д. / 26.09222° пн. ш. 50.59528° сх. д.
ТЕС заводу ALBA – теплова електростанція у Бахрейні, яка обслуговує потужний алюмінієвий комбінат.
У другій половині 1960-х в Бахрейні узялись за монетизацію газових ресурсів формації Хуфф родовища Авалі (Бахрейн), при цьому першим розрахованим на їх використання проектом став алюмінієвий завод компанії Aluminium Bahrain (ALBA), який розпочав роботу в 1971 році. В подальшому завод пройшов через численні етапи розширення і станом на початок 2020-х був другим за потужністю в світі. Відповідно із розвитком підприємства збільшувались можливості його електростанції, яка наразі має в своїй історії вже 5 черг:
- перша черга складалась із дев’ятнадцяти встановлених на роботу у відкритому циклі газових турбін від John Brown типу Frame 5 потужністю по 20 МВт (взимку, влітку – 17 МВт). Станом на початок 2020-х п’ятнадцять з них вже були відключені від енергосистеми, а чотири інші перебували у консервації;
- друга черга вже використовувала технологію комбінованого парогазового циклу і мала п’ять газових турбін John Brown типу Frame 5 потужністю по 20 МВт (взимку, влітку – 17 МВт), які через відповідну кількість котлів-утилізаторів від компанії NEM живили одну парову турбіну Toshiba з показником 60 МВт. Станом на початок 2020-х парова турбіна виведена з експлуатації, а газові турбіни законсервовані);
- третя черга має парогазовий блок потужністю 833 МВт (взимку, влітку – 755 МВт), в якому шість газових турбін живлять через відповідну кількість котлів-утилізаторів дві парові турбіни;
- четверта черга, яку ввели в експлуатацію у 2005-му, складається із парогазового блоку потужністю 913 МВт (взимку, влітку – 837 МВт), в якому чотири газові турбіні живлять через відповідну кількість котлів-утилізаторів дві парові турбіни;
- в 2019 – 2020 роках стали до ладу три однотипні енергоблоки п’ятої черги сукупною потужністю 1758 МВт (взимку, влітку – 1580 МВт), у кожному з яких одна газова турбіна живить через котел-утилізатор одну парову турбіну.
Наразі ведеться будівництво четвертого блоку п’ятої черги, який за планом має стати до ладу в 2024 році. Він матиме потужність 681 МВт та буде оснащений однією газовою турбіною, одним котлом-утилізатором та однією паровою турбіною. 
Електростанція споживає як природний газ, видобутий з газових покладів формації Хуфф родовища Бахрейн, так і асоційований газ нафтових покладів того ж родовища, що пройшов підготовку на газопереробному заводі Banagas.
Майданчик використовує систему сухого охолодження.
Електростанція під’єднана до мережі, що працює під напругою 220 кВ.